# Продан Таракчиев (нос)
Продан Таракчиев (на английски: Tarakchiev Point) е остър, скалист морски нос, най-западната точка на полуосров Уитъл, Бряг Дейвис от западната страна на Антарктическия полуостров. Разположен от североизточната страна на входа в Йорданов залив, 4.4 км на юг-югозапад от нос Кейтър и 5 км североизточно от нос Венерсгор.
Координатите му са: 63°48′44″ ю. ш. 59°52′13″ з. д. / 63.812222° ю. ш. 59.870278° з. д..
Наименуван е на българския пионер на авиацията Продан Таракчиев (1885-1957), който при боен полет по време на Балканската война заедно с Радул Милков първи използват авиационни бомби на 16 октомври 1912. Името е официално дадено на 23 ноември 2009 г.
Британско-немско картографиране от 1996 г.

## Карти
- Trinity Peninsula Архив на оригинала от 2015-09-23 в Wayback Machine.. Scale 1:250000 topographic map No. 5697. Institut für Angewandte Geodäsie and British Antarctic Survey, 1996.